# Транспорт Словаччини
Транспорт Словаччини представлений автомобільним , залізничним , повітряним , водним (річковим)  і трубопровідним , у населених пунктах  та у міжміському сполученні діє громадський транспорт пасажирських перевезень. Площа країни дорівнює 49 035 км² (131-ше місце у світі). Форма території країни — витягнута в широтному напрямку; максимальна дистанція з півночі на південь — 210 км, зі сходу на захід — 420 км. Географічне положення Словаччини дозволяє країні контролювати транспортні шляхи між країнами Центральної та Східної Європи.

## Автомобільний

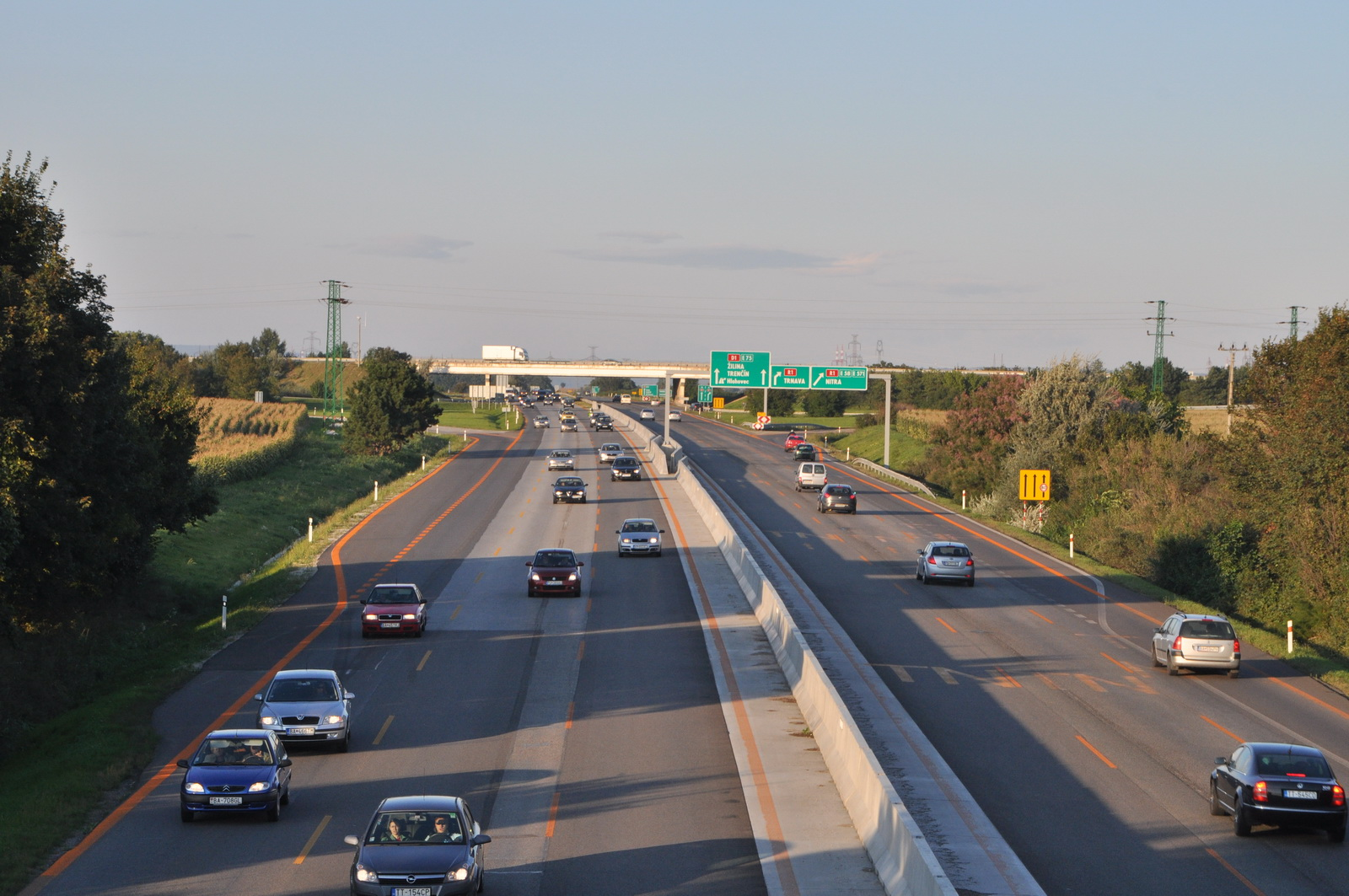
Автомагістраль D1

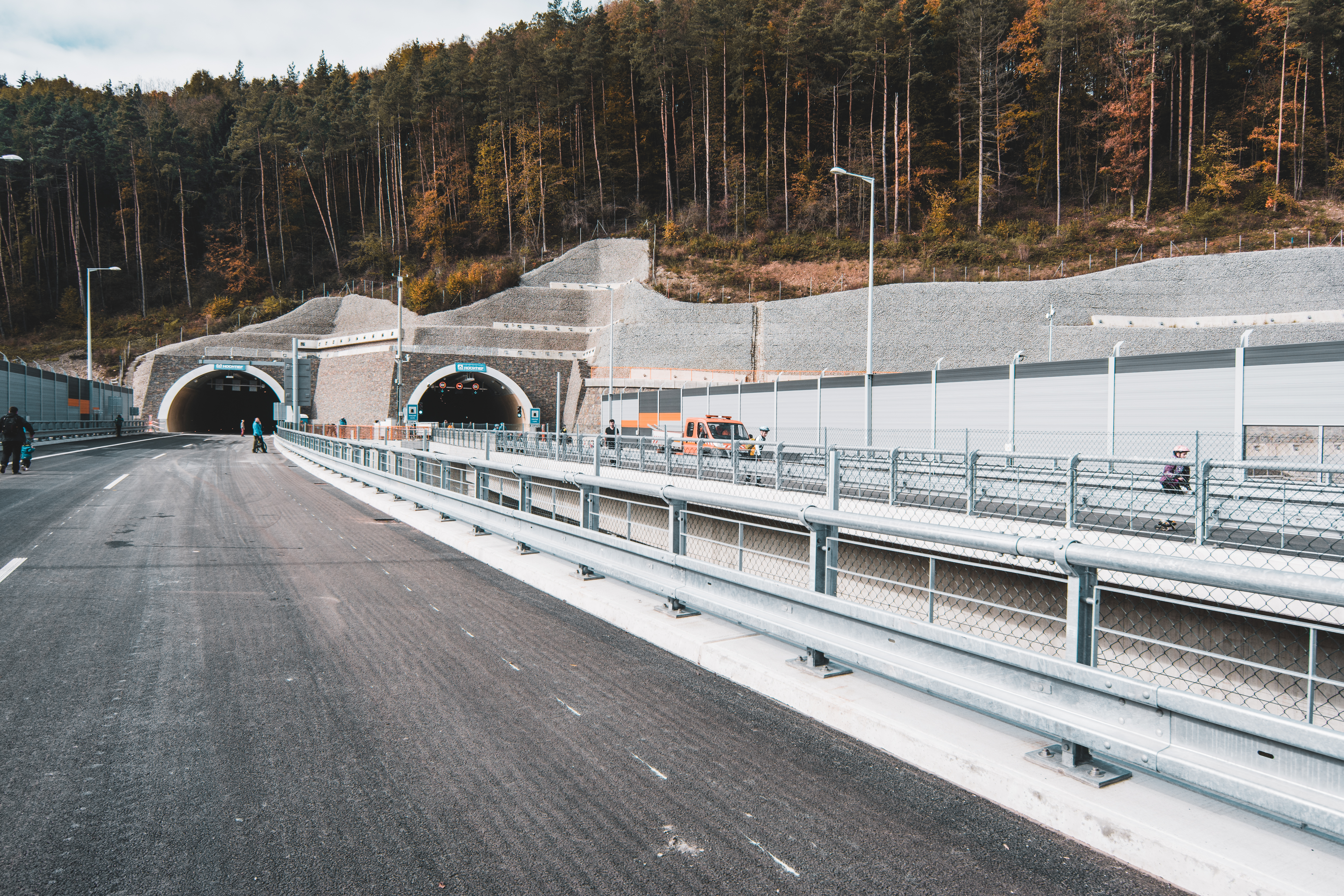
Автомагістраль D3

Загальна довжина автошляхів у Словаччині, станом на 2012 рік, дорівнює 54 869 км із твердим покриттям (420 км швидкісних автомагістралей) (82-ге місце у світі).
Автомагістралі Словаччини мають позначення «D + код», а автостради «R + номер».
Автомагістралі:    
Автостради:        

## Залізничний

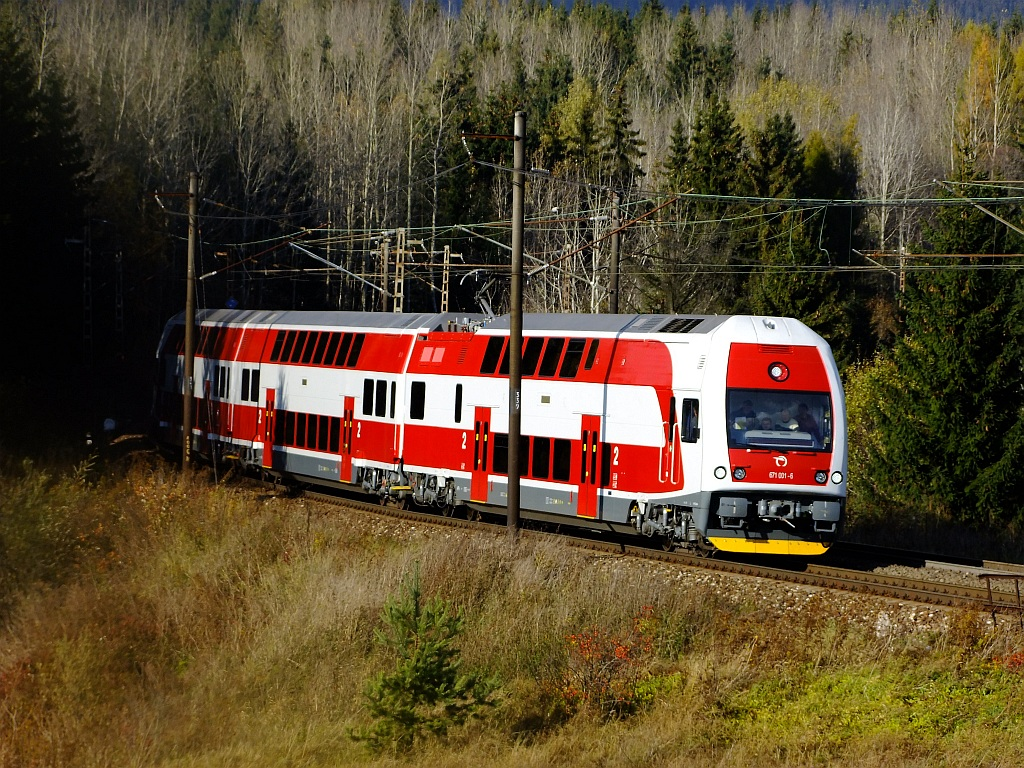
Поїзд ZSSK на лінії Жиліна - Кошиці

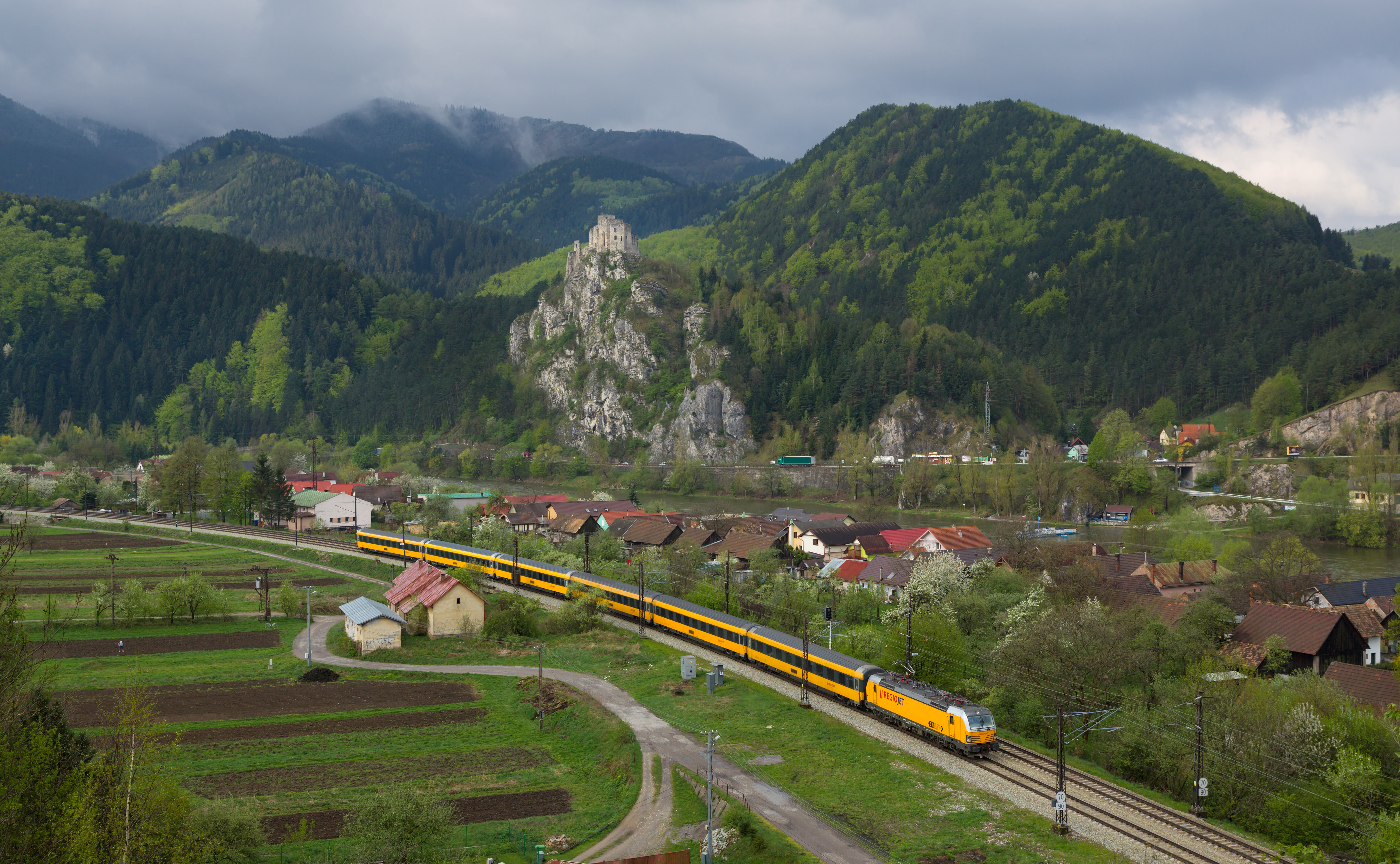
Поїзд RegioJet із Кошиць до Братислави

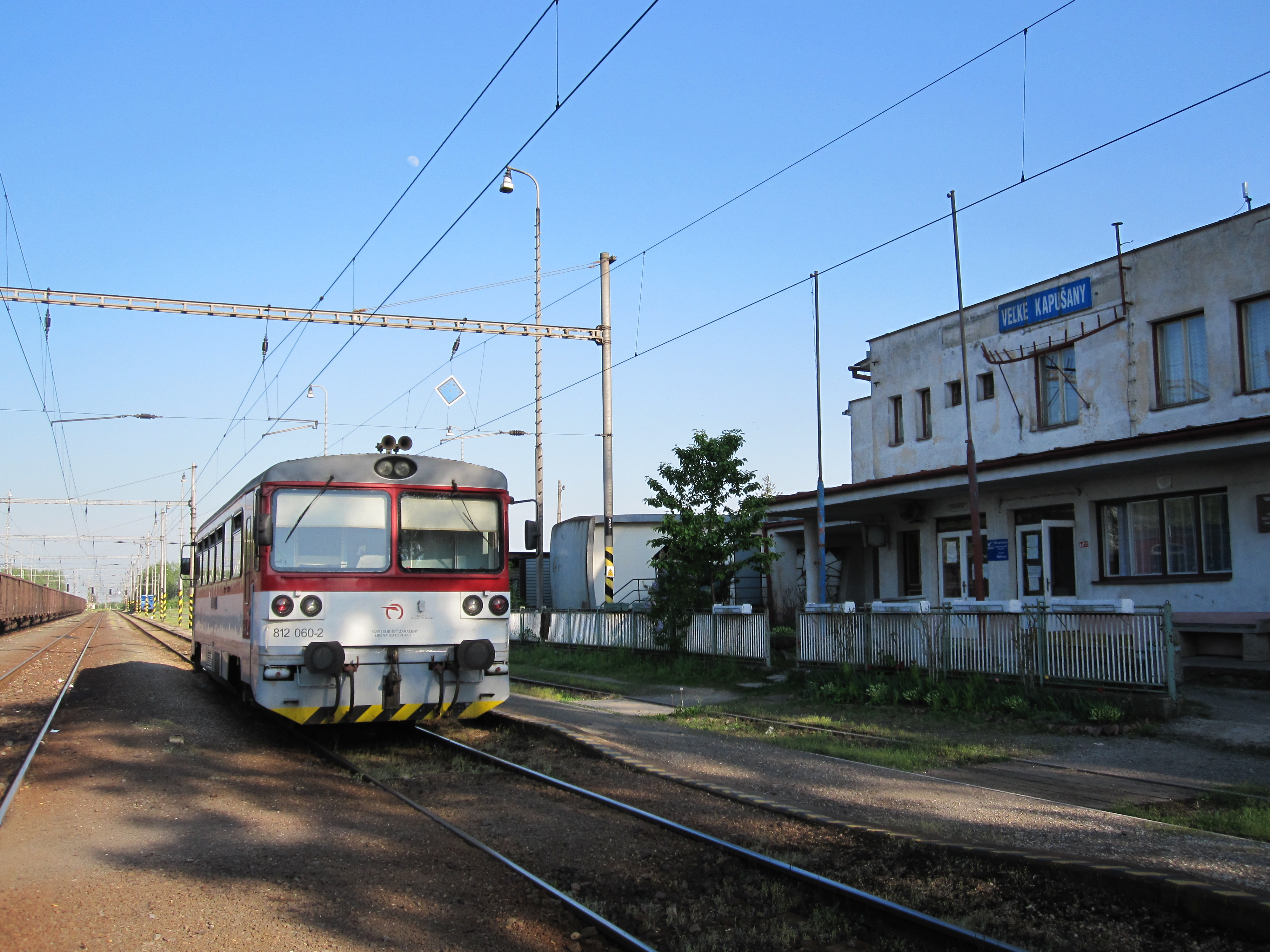
Залізнична станція Вельке Капушани

Загальна довжина залізничних колій країни, станом на 2014 рік, становила 3 624 км (49-те місце у світі), з яких 99 км широкої 1520-мм колії, 3 475 км стандартної 1435-мм колії (1 616 км електрифіковано), 50 км вузької 1000-мм і 750-мм колії. Загалом експлуатується 76 тунелів загальною довжиною 45 км, 2 297 мостів загальною довжиною 51 км.
Обслуговуванням та наданням послуг займаються такі компанії:
- Залізниці Словацької республіки (ŽSR) — державна компанія, відповідальна за управління залізничною мережею.
- Železničná spoločnosť Slovensko (ZSSK) — пасажирська державна залізнична компанія.
- RegioJet — приватна пасажирська залізнична компанія.
- LEO Express — приватна пасажирська залізнична компанія.
- Arriva — приватна пасажирська залізнична компанія.
- Чєрнигронська вузькоколійна залізниця (ČHŽ) — вузькоколійна (760 мм) залізнична компанія.
- Historická lesná úvraťová železnica (HLÚŽ чи OKLŽ) — історична вузькоколійна (760 мм) залізниця.
- Nitra Agricultural Museum Railway (NPŽ) — вузькоколійна залізнична компанія.
- Železničná spoločnosť Cargo Slovakia (ZSSK Cargo чи ZSCS) — вантажна державна залізнична компанія.

Має сполучення з такими країнами:  Австрія,  Чехія,  Угорщина,  Польща,  Україна

## Повітряний

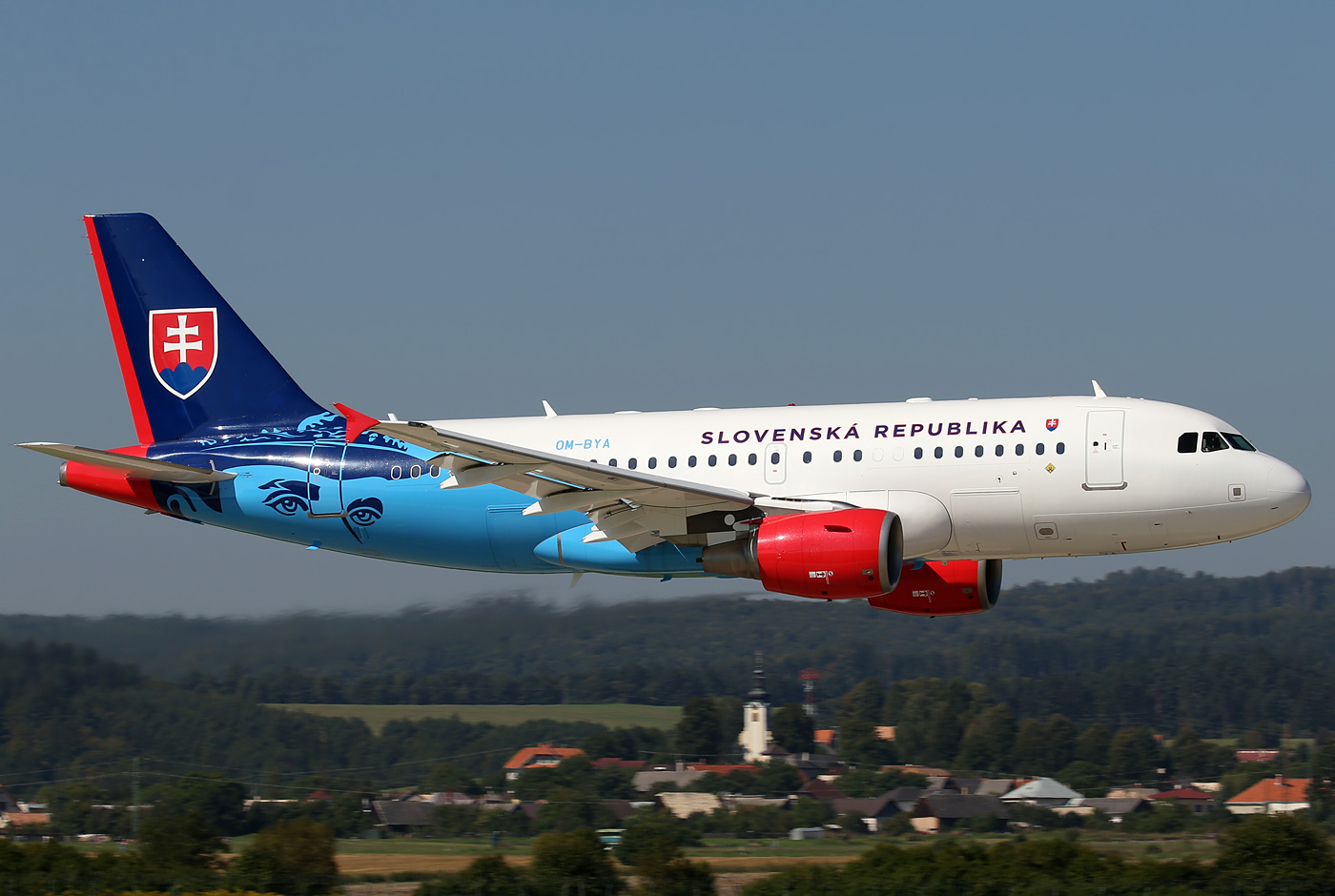
Словацький Airbus ACJ319 із зображенням відомого словацького політика Мілана Растислава Штефаніка

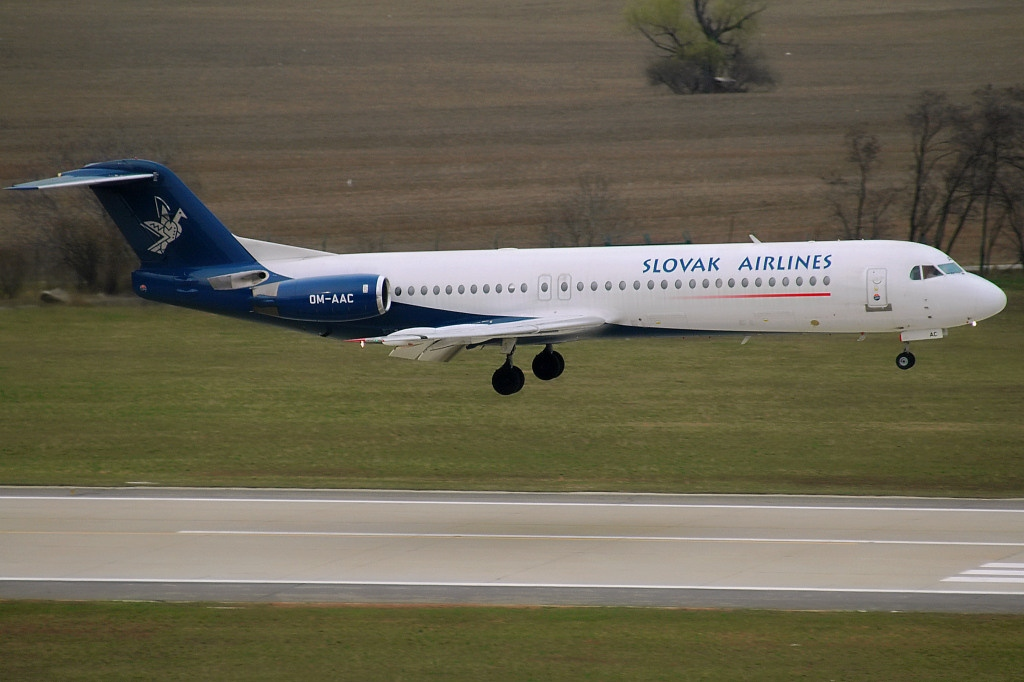
Фоккер 100 в лівреї Словацьких авіаліній

У країні, станом на 2013 рік, діє 35 аеропортів (111-те місце у світі), з них 21 із твердим покриттям злітно-посадкових смуг і 14 із ґрунтовим. Головний аеропорт країни — столичний аеропорт «Братислава» імені Штефаника. Аеропорти країни за довжиною злітно-посадкових смуг розподіляються наступним чином (у дужках окремо кількість без твердого покриття):
- довші за 10 тис. футів (>3047 м) — 2 (0);
- від 10 тис. до 8 тис. футів (3047-2438 м) — 2 (0);
- від 8 тис. до 5 тис. футів (2437—1524 м) — 3 (0);
- від 5 тис. до 3 тис. футів (1523—914 м) — 3 (9);
- коротші за 3 тис. футів (<914 м) — 11 (5)[1].

У країні, станом на 2015 рік, зареєстровано 4 авіапідприємства, які оперують 23 повітряними суднами. За 2015 рік загальний пасажирообіг на внутрішніх і міжнародних рейсах становив 11,1 тис. осіб. 2015 року повітряним транспортом перевезення вантажів, окрім багажу пасажирів, не здійснювалось.
У країні, станом на 2013 рік, споруджено і діє 1 гелікоптерний майданчик.
Словаччина є членом Міжнародної організації цивільної авіації (ICAO). Згідно зі статтею 20 Чиказької конвенції про міжнародну цивільну авіацію 1944 року, Міжнародна організація цивільної авіації для повітряних суден країни, станом на 2016 рік, закріпила реєстраційний префікс — OM, заснований на радіопозивних, виділених Міжнародним союзом електрозв'язку (ITU). Аеропорти Словаччини мають літерний код ІКАО, що починається з — LZ.

## Водний
Морський торговий флот країни, станом на 2010 рік, складався з 11 морських суден з тоннажем більшим за 1 тис. реєстрових тонн (GRT) кожне (112-те місце у світі), з яких: суховантажів — 9, рефрижераторів — 2.
Станом на 2010 рік, кількість морських торгових суден, що ходять під прапором країни, але є власністю інших держав — 11 (Німеччини — 3, Ірландії — 1, Італії — 2, Чорногорії — 1, Словенії — 1, Туреччини — 1, України — 2).

### Річковий
Загальна довжина судноплавних ділянок річок і водних шляхів, доступних для суден з дедвейтом понад 500 тонн, 2012 року становила 172 км (99-те місце у світі). Головна водна транспортна артерія країни — річка Дунай. Також судноплавними є Ваг (від гирла до міста Середь) та Бодрог.
Головні річкові порти країни: Братислава і Комарно на Дунаї.

## Трубопровідний
Загальна довжина газогонів у Словаччині, станом на 2013 рік, становила 6 774 км; нафтогонів — 419 км.

## Міський громадський

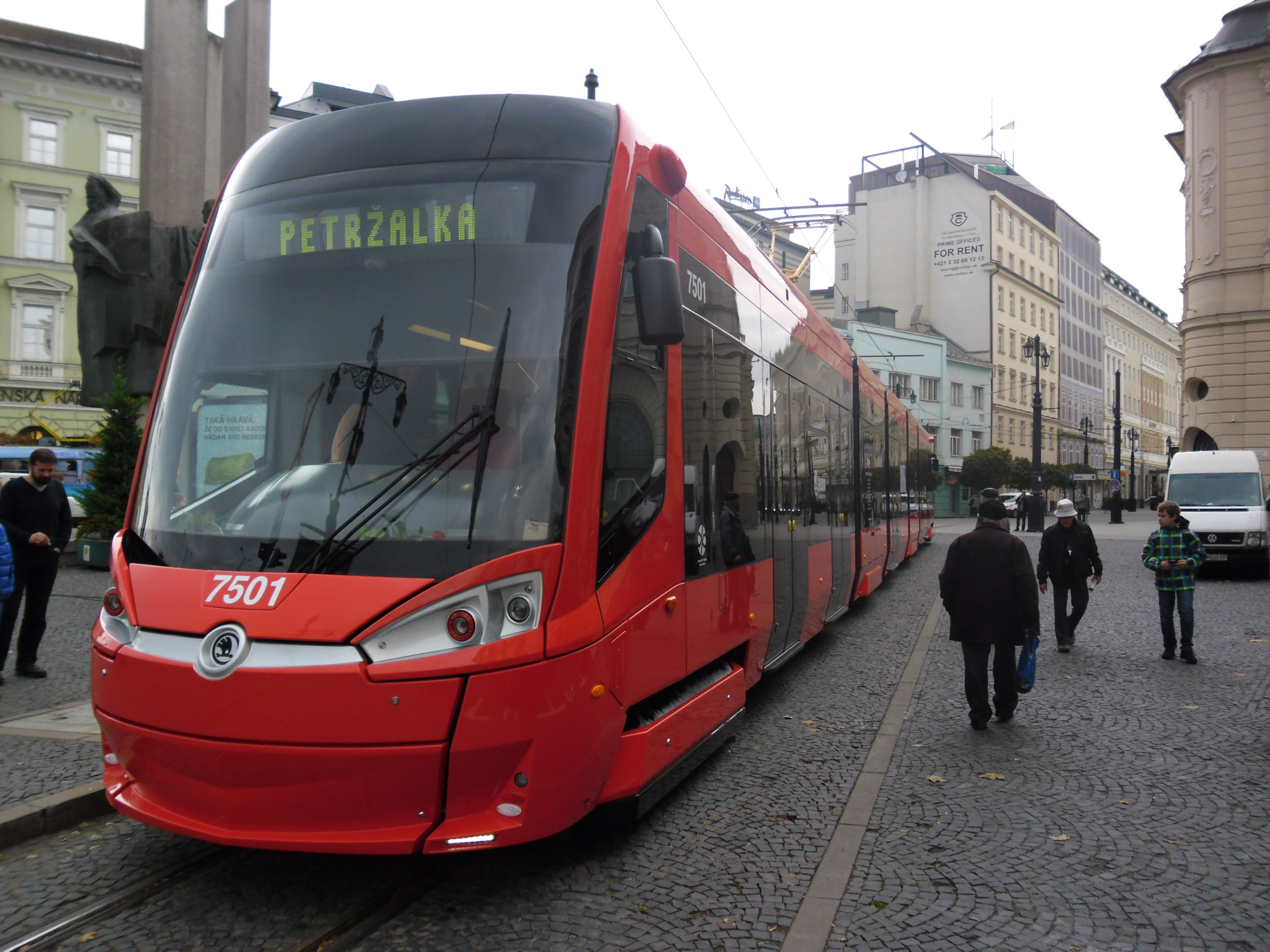
Братиславський трамвай

Трамвайні системи мають Братислава, Кошиці.

## Державне управління
Держава здійснює управління транспортною інфраструктурою країни через міністерство транспорту, будівництва і регіонального розвитку. Станом на 5 січня 2017 року міністерство в уряді Роберта Фіцо очолював Арпад Ерсек.

### Українською
- Атлас. 10-11 клас. Економічна і соціальна географія світу / упорядники :  О. Я. Скуратович, Н. І. Чанцева. — К. : ДНВП «Картографія», 2010. — ISBN 978-966-475-639-3.
- Атлас світу / голов. ред. І. С. Руденко ; зав. ред. В. В. Радченко ; відп. ред. О. В. Вакуленко. — К. : ДНВП «Картографія», 2005. — 336 с. — ISBN 9666315467.
- Безуглий В. В. Економічна і соціальна географія зарубіжних країн : Навчальний посібник. — К. : ВЦ «Академія», 2007. — 704 с. — ISBN 978-966-580-239-6.
- Безуглий В. В., Козинець С. В. Регіональна економічна і соціальна географія світу : Навчальний посібник. — видання 2-ге, доп., перероб. — К. : ВЦ «Академія», 2007. — 688 с. — ISBN 966-580-144-9.
- Дахно І. І. Країни світу: Енциклопедичний довідник / І. І. Дахно, С. М. Тимофієв. — К. : Мапа, 2011. — 606 с. — (Бібліотека нового українця) — ISBN 978-966-8804-23-6.
- Дахно І. І. Економічна географія зарубіжних країн : навчальний посібник. — К. : Центр учбової літератури, 2014. — 319 с. — ISBN 978-611-01-0682-5.
- Дорошенко В. І. Географія транспорту : Навчальний посібник / В. І. Дорошенко, К. Д. Діденко. — К. : Київський нац. ун-т ім. Т. Шевченка, 2010. — 183 с. — ISBN 978-966-439-329-1.
- Дубович І. А. Країнознавчий словник-довідник. — 5-те вид., перероб. і доп. — К. : Знання, 2008. — 839 с. — ISBN 978-966-346-330-8.
- Економічна і соціальна географія країн світу : Навчальний посібник / За ред. С. П. Кузика. — Л. : Світ, 2002. — 672 с. — ISBN 966-603-178-7.
- Зарубіжна транспортна географія : навчальний посібник / уклад. : Петрашевський О. Л. и др. — К. : Національний транспортний університет, 2015. — 95 с. — ISBN 978-966-632-227-5.
- Юрківський В. М. Регіональна економічна і соціальна географія. Зарубіжні країни : Підручник. — К. : Либідь, 2001. — 416 с. — ISBN 966-06-0092-5.

### Англійською
- (англ.) Modern Transport Geography / Hoyle, B. and R. Knowles (eds). — Second Edition,. — London : Wiley, 1998.
- (англ.) Rodrigue, J-P. The Geography of Transport Systems. — Fourth Edition. — N. Y. : Routledge, 2017. — 440 с. — ISBN 978-1138669574.
- (англ.) Taaffe E. J., Gauthier H. L. and O'Kelly M. E. Geography of transportation. — Second Edition. — N. Y. : Prentice Hall, 1996. — ISBN 0-13-368572-1.
- (англ.) Black, W. Transportation: A Geographical Analysis. — N. Y. : Guilford, 2003.

### Російською
- (рос.) Максаковский В. П. Географическая картина мира. Книга I: Общая характеристика мира. — М. : Дрофа, 2008. — 495 с. — ISBN 978-5-358-05275-8.
- (рос.) Максаковский В. П. Географическая картина мира. Книга II: Региональная характеристика мира. — М. : Дрофа, 2009. — 480 с. — ISBN 978-5-358-06280-1.
- (рос.) Физико-географический атлас мира. — М. : Академия наук СССР и главное управление геодезии и картографии ГГК СССР, 1964. — 298 с.
- (рос.) Шаповал Н. С. Транспортная география и транспортные системы мира : учебное пособие. — К. : Центр учбової літератури, 2006. — 188 с. — ISBN 000-0000-00-4.
- (рос.) Экономическая, социальная и политическая география мира. Регионы и страны / под ред. С. Б. Лаврова, Н. В. Каледина. — М. : Гардарики, 2002. — 928 с. — ISBN 5-8297-0039-5.
- (рос.) Энциклопедия стран мира / глав. ред. Н. А. Симония. — М. : НПО «Экономика» РАН, отделение общественных наук, 2004. — 1319 с. — ISBN 5-282-02318-0.